# THE BEATNIKS
THE BEATNIKS（ザ・ビートニクス）は高橋幸宏と鈴木慶一の音楽ユニット。1981年に結成された後、2018年まで断続的な活動が続いた。
アメリカのビート・ジェネレーション（ビートニク）が名前の由来。
THE BEATNIKS名義では、単独作品だけではなく高橋のアルバム他、他のミュージシャンへの楽曲提供なども行われている。

## 略歴
1981年12月5日に1stシングル「No Way Out」と1stアルバム『EXITENTIALISM』をバップからリリース。また、雑誌「ビックリハウス」誌上でさまざまな扮装（侍など）に扮してユーモラスな記事を連載。後に『偉人の血』のタイトルで単行本化された。1982年に2ndシングル「River In The Ocean」をリリースし、活動休止する。
1987年からレーベルをポニーキャニオンのT.E.N.Tへ移し、3rdシングル「Total Recall」で活動再開。初の全国ツアー「THE BEATNIKS BEAT GENERATION '87」を開催し、6月には2ndアルバム『EXITENTIALIST A GO GO』をリリースし、再び活動休止。この時期鈴木は、「THE BEATNIKSは怒りを強く感じたときに活動する」という主旨の発言をしており、高橋も同意している。
1990年代に入ると初のリミックス・アルバムを発表。1994年にAGENT CON-SIPIO内レーベル・Consipio Recordsへ移籍。ヨウジヤマモトのコレクション用音楽集を発表するもその一枚のみに終わり、活動休止。
2001年に14年ぶりとなるオリジナル・アルバム『M.R.I.』をリリース。同年アルバムツアーを行い活動休止。
2011年に結成30周年を迎え、4枚目のアルバム『LAST TRAIN TO EXITOWN』をVirgin Musicからリリース。その後も、NO NUKES 2013や、RISING SUN ROCK FESTIVAL 2017 in EZOに出演するなど、ライブ活動を継続。
2018年に5枚目のアルバム『EXITENTIALIST A XIE XIE』をBETTER DAYSレーベルよりリリース。

## メンバー
| 人名                           | 生年月日               | 出身地       |
| ------------------------------ | ---------------------- | ------------ |
| 高橋幸宏 （たかはし ゆきひろ） | 1952年6月6日（70歳没） | 東京都目黒区 |
| 鈴木慶一 （すずき けいいち）   | 1951年8月28日（73歳）  | 東京都大田区 |

## ディスコグラフィ

### シングル
|                          | 発売日        | タイトル                                                                     | 規格品番         |
| Vap                      | Vap           | Vap                                                                          | Vap              |
| ------------------------ | ------------- | ---------------------------------------------------------------------------- | ---------------- |
| 1st                      | 1981年12月5日 | No Way Out = 出口なし c/w Le Robinet = 蛇口                                  | 10018-07 (7inch) |
| 2nd                      | 1982年9月1日  | River In The Ocean = 洋（うみ）の中の川 c/w Ark Diamant = ダイヤモンドの箱舟 | 10053-07 (7inch) |
| T.E.N.T (CANYON RECORDS) |               |                                                                              |                  |
| 3rd                      | 1987年5月21日 | Total Recall c/w ちょっとツラインダ                                          | 7A0735 (7inch)   |

### アルバム
|                               | 発売日         | タイトル                             | 規格品番                         | チャート | 備考 |
| オリコン                      | 発売日         | タイトル                             | 規格品番                         |          | 備考 |
| Vap                           | Vap            | Vap                                  | Vap                              | Vap      | Vap |
| ----------------------------- | -------------- | ------------------------------------ | -------------------------------- | -------- | --- |
| 1st                           | 1981年12月5日  | EXITENTIALISM 出口主義               | 30019-28 (LP)                    | -        | 1985年11月21日にCD発売（80018-32）。 1991年2月21日にCD再発（VPCC-83013）。 1993年10月1日にCD再発（VPCC-81019）。                  |
| T.E.N.T (CANYON RECORDS)      |                |                                      |                                  |          | |
| 2nd                           | 1987年6月21日  | EXITENTIALIST A GO GO ビートで行こう | C28A0577 (LP) D32A0295 (CD)      | -        | 1990年10月21日にCD再発（PCCA-00131）。 1995年12月16日に「CD選書」として再発（PCCA-00597）。 2003年2月19日にCD再発（PCCA-01861）。 |
| Consipio Records              |                |                                      |                                  |          | |
| 3rd                           | 2001年8月4日   | M.R.I. Musical Resonance Imaging     | MXCY-80004 (CD) ACGX-5002 (SACD) | -        | - |
| Virgin Music                  |                |                                      |                                  |          | |
| 4th                           | 2011年10月12日 | LAST TRAIN TO EXITOWN                | TOCT-27097 (CD)                  | 68位     | - |
| BETTER DAYS（日本コロムビア） |                |                                      |                                  |          | |
| 5th                           | 2018年5月9日   | EXITENTIALIST A XIE XIE              | COCB-54260 (CD) COJA-9342 (LP)   | 27位     | |

### その他アルバム
|                  | 発売日        | タイトル                                       | 規格品番                        | レーベル         | 備考 |
| ---------------- | ------------- | ---------------------------------------------- | ------------------------------- | ---------------- | --- |
| リミックス       | 1994年9月1日  | ANOTHER HIGH EXIT                              | VPCC-81059 (CD) VPJC-31001 (LP) | Vap              | |
| サウンドトラック | 1996年2月25日 | THE SHOW vol.4 YOHJI YAMAMOTO COLLECTION MUSIC | COCD-9214 (CD)                  | Consipio Records | |
| ライブ           | 2019年5月22日 | NIGHT OF THE BEAT GENERATION                   | COCB-54284-5 (2CD)              | 日本コロムビア   | 「THE BEATNIKS Live 2018 “ビートニクスがやってくる! シェ! シェ! シェ！”」(2018/5/11)のライブ音源を全曲収録。 |

### 映像作品
|                | 発売日        | タイトル                                     | 規格品番                 | チャート | 備考                                                                                            |
| オリコン       | 発売日        | タイトル                                     | 規格品番                 |          | 備考                                                                                            |
| Vap            | Vap           | Vap                                          | Vap                      | Vap      | Vap                                                                                             |
| -------------- | ------------- | -------------------------------------------- | ------------------------ | -------- | ----------------------------------------------------------------------------------------------- |
| ビデオクリップ | 1982年9月     | 出口主義                                     | 60011 (VHS) 60012 (Beta) | -        | -                                                                                               |
| BSフジ         |               |                                              |                          |          |                                                                                                 |
| ライブ         | 2012年11月7日 | THE BEATNIKS Live 2011 “LET's GO TO BEATOWN” | XQAE-2012 (DVD)          | 100位    | 2011年11月25日に中野サンプラザで行われた 「THE BEATNIKS結成30周年アニバーサリーライブ」を収録。 |

### ボックス・セット
| 発売日                | タイトル                                                 | 規格品番              | チャート              | 備考 |
| 発売日                | タイトル                                                 | 規格品番              | オリコン              | 備考 |
| T.E.N.T (PONY CANYON) | T.E.N.T (PONY CANYON)                                    | T.E.N.T (PONY CANYON) | T.E.N.T (PONY CANYON) | T.E.N.T (PONY CANYON) |
| --------------------- | -------------------------------------------------------- | --------------------- | --------------------- | --- |
| 2015年10月21日        | T・E・N・Tレーベル30th Anniversary THE BEATNIKS 19812001 | PCBP-62173 (DVD+3CD)  | 25位                  | 1982年に発売されたビデオクリップ『出口主義』の同内容と、 1987年・2001年のライブ映像を収録。 CDはオリジナル・アルバム三枚のリマスター。 |

### 参加作品
- V.A.『ヤマアラシとその他の変種』（1990年9月27日：「THE GREATEST SONG OF ALL」収録）
- V.A.『大貫妙子トリビュート・アルバム -Tribute to Taeko Onuki-』（2013年11月27日：「LABYRINTH」収録）

## 著書
- 鈴木慶一、高橋幸宏『偉人の血』パルコ出版、1985年3月15日。ISBN 978-4891940973。

## 主なライブ出演
- ワールド・ハピネス（2011年8月7日、2012年8月12日、2017年8月6日）
- NO NUKES（2013年3月9日）
- バカ田大学祭ライブ（2017年5月3日）
- RISING SUN ROCK FESTIVAL in EZO（2017年8月11日）

## 主な楽曲
- No Way Out / 出口なし（1981年）

作詞: THE BEATNIKS,ピーター・バラカン　作曲: THE BEATNIKS
アルバム「EXITENTIALISM 出口主義」、同日発売シングル「No Way Out」に収録されている。MVも作られ、高橋と鈴木が一台のキーボードを二人で弾いている様子が見られるが、実際のレコーディングでも同様であった。シングルカットされたこともあり、ライヴでは定番曲として演奏される。
- Ark Diamant / ダイアモンドの箱舟（1981年）

作詞: 鈴木慶一,ピーター・バラカン　作曲: 鈴木慶一
アルバム「EXITENTIALISM 出口主義」及び、翌年に発表されたシングル「River in the Ocean」に収録されている。インダストリアルなサウンドの中で、高橋が執拗に叩くタムの生音が印象的な楽曲。発表当時より高橋のコンサートにて、鈴木のボーカル曲として披露されており、その模様がライブビデオ「BOYS WILL BE BOYS」に収録されている。鈴木のベスト盤「謀らずも朝夕45年」にも収録された。
- Now And Then / 時々（1981年）

作詞 作曲: 高橋幸宏
アルバム「EXITENTIALISM 出口主義」に収録されている。
高橋のコンサートの定番曲であり、THE BEATNIKSに限らず、ソロやMETAFIVE名義でのコンサートでも披露されたことがある。
- Inevitable / 来たるべき世界（1981年）

作詞 作曲: 高橋幸宏
アルバム「EXITENTIALISM 出口主義」にクロージングナンバーとして収録されている。MVでは、高橋と鈴木がそれぞれ削岩機とツルハシを扱う様が見られる。2001年に行われたコンサートでは前述の「No Way Out」「Ark Diamant」と共にトランスアレンジのメドレーとして披露された。
- River in the Ocean / 洋（うみ）の中の川（1982年）

作詞: ピーター・バラカン　作曲: THE BEATNIKS
シングルカットされ、アルバム「EXITENTIALISM 出口主義」の海外盤及び再発盤に収録されている。2001年に行われたコンサートではアンコールに演奏された。
- TOTAL RECALL（1987年）

作詞: 生田朗/Giles Duke　作曲: THE BEATNIKS
シングルカットされ、後にアルバム「EXITENTIALIST A GO GO ビートで行こう」にオープニングナンバーとして収録されている。自身らで設立したレーベルを牽引する意味合いで売れ線狙いの楽曲となった。日産のCM曲として用意され、既に映像の撮影も済んでいたが、その後につけられたタイトルが「総回収」とも読めるために当局の怒りを買い没にされた。代わりに坂本龍一の「Risky」が起用されたが、この件は「”Risky”も問題あるだろう」と定番の笑い話として語られる。
- ちょっとツラインダ（1987年）

作詞: 鈴木慶一　作曲: THE BEATNIKS
アルバム「EXITENTIALIST A GO GO ビートで行こう」と、その先行シングル「TOTAL RECALL」のB面に収録されている。A面の「TOTAL RECALL」と同じく、ライブでは定番曲。1週間の合宿のうちに出来上がったわずか2曲のうちの1曲である。
- COMMON MAN（1987年）

作詞 作曲: 鈴木慶一
アルバム「EXITENTIALIST A GO GO ビートで行こう」に収録されている。鈴木のベスト盤「謀らずも朝夕45年」にも収録された。鈴木が単独でボーカルを執っているが、キーが非常に高く、近年のコンサートでは高橋とボーカルを分け合って演奏された。
- 大切な言葉は一つ 「まだ君が好き」（1987年）

作詞 作曲: 鈴木慶一
アルバム「EXITENTIALIST A GO GO ビートで行こう」に収録されている。特にプロモーションは行われていないものの、コンサートでは定番曲の一つ。ラヴソングだが、元は鈴木の隣に住んでいたうるさい酒飲みの存在から発展した歌詞である。
- Left Bank / 左岸（1988年）

作詞: 鈴木慶一　作曲: THE BEATNIKS
高橋のアルバム「EGO」に収録された後、1991年に鈴木のアルバム「SUZUKI白書」に別バージョンが収録された。グロテスクで哲学的な歌詞を持つ。鈴木のベスト盤「謀らずも朝夕45年」にも高橋のバージョンが収録。
- 6,000,000,000の天国（1990年）

作詞: 鈴木慶一　作曲: THE BEATNIKS
高橋のアルバム「Broadcast From Heaven」に収録されている。
60億とは当時の世界人口であり、近年のコンサートでは人口の増加に併せて「7,000,000,000の天国」と曲名が変更され披露された。
- The Greatest Song Of All（1990年）

作詞 作曲: THE BEATNIKS
アルバム「ヤマアラシとその他の変種」に収録され、シングルカットもされた。松尾貴史、ちわきまゆみと連名である。松尾によるモノマネが大量に挿入されたパートと、THE BEATNIKSのコーラスが聞こえるサビで構成されている。
- Re Up（1999年）

作詞: 鈴木慶一 作曲: THE BEATNIKS
高橋のアルバム「The Dearest Fool」に収録されている。
中間部に非常に大胆な政府批判を含んでいる。
- Move Right In（2001年）

作詞: Max Dodds　作曲: THE BEATNIKS
アルバム「Musical Resonance Imaging」に収録されている。曲名及び収録アルバムのタイトルのイニシャルを取ると「MRI」となるが、これは核磁気共鳴画像法のMRIとの掛詞になっていて、曲の冒頭にMRI検査の際聞かれる機械音が挿入されている。音源は一般のファンから募集したものである。
- Dohro Niwa（2001年）

作詞 作曲: 鈴木慶一
アルバム「Musical Resonance Imaging」に収録されている。鈴木が初めて作曲したワンコードの楽曲である。1998年には既に鈴木のソロツアーで披露済であった。以降のコンサートでも定番曲である。鈴木のベスト盤「謀らずも朝夕45年」にも収録。
- Tokei Paradizo（2001年）

作詞: B.B.Mo-Franck　作曲: THE BEATNIKS
アルバム「Musical Resonance Imaging」に収録されている。THE BEATNIKSでは唯一と言える大作系の楽曲である。「アフリカ系」という注文を受けた上で作曲され、ヤクルト400のCMに使用された。タイトル及び後半の歌詞はリンガラ語である。CMバージョンはプレゼント用の非売品シングルとして世に出、現在ではアルバムのボーナス・トラックとして聴ける。
- A Song for 4 Beats （2011年）

作詞 作曲: THE BEATNIKS
アルバム「LAST TRAIN TO EXITOWN」に収録されている。歌詞ではタイトルの通り、4人のビートニク作家の名前ないし愛称が連なる。ただし続いて登場する「ハリー」という名前は本曲でベースを演奏している細野晴臣のことである。
- カットアップだ!我らの実存（2011年）

作詞 作曲: THE BEATNIKS
アルバム「LAST TRAIN TO EXITOWN」に収録されている。ビートニク作家ウィリアム・S・バロウズが発明したカットアップ手法を取り入れた歌詞が特徴。予め鈴木が書いていたサビ部分を元にイメージに合う言葉を用意した上で、カットアップを行い、その様子はインターネットで生配信された（ただし実際に録音された歌詞とは一部変更がある）。2011年のコンサートではライブでカットアップを実践するコーナーが設けられた。
- 鼻持ちならないブルーのスカーフ、グレーの腕章（2017年）

作詞: 鈴木慶一　作曲: THE BEATNIKS
2017年にバカ田大学音楽祭で初披露され、翌年にアルバム「EXITENTIALIST A XIE XIE」に収録された。反戦歌である。挿入された数々のサウンドエフェクトは砂原良徳による。
- シェー・シェー・シェー・DA・DA・DA・Yeah・Yeah・Yeah・Ya・Ya・Ya（2017年）

作詞: 鈴木慶一　作曲: THE BEATNIKS
2017年にバカ田大学音楽祭で初披露され、翌年にアルバム「EXITENTIALIST A XIE XIE」に収録された。なお、前述のライブバージョンと、アルバムバージョン及びアルバム発表後のライヴバージョンでは中間部が異なっており、前者ではリー・ドーシーの「ヤ・ヤ」からの引用が見られる。MVは一般から募集した、いわゆる「踊ってみた」動画で構成されている。
- Softly-Softly（2017年）

作詞:鈴木慶一/LEO今井　作曲:THE BEATNIKS
音楽番組J-MELOのオープニングに使用された後、アルバム「EXITENTIALIST A XIE XIE」に収録された。

## テレビ出演
きわめて活動が断続的であるためか、ビートニクス名義で高橋・鈴木両名が共にテレビ番組に登場したのはかなり少ないが、1987年には当時のフジテレビ系看板音楽番組である「夜のヒットスタジオDELUXE」に2度（5月20日・6月24日放送）、前述の「ちょっとツラインダ」を演奏している。この時のサポートメンバーは高野寛、鈴木祥子、矢部浩志などであった。ちなみに両名ともこの出演が純然たる番組初登場というわけではなく、この出演より前に高橋はYMOとして、鈴木もムーンライダーズの一員として他のミュージシャンのバックバンドとして番組に登場している。

### 音楽配信
- THE BEATNIKS - mora
- THE BEATNIKS - YouTube Music チャンネル
- THE BEATNIKS - Spotify
- THE BEATNIKS - Apple Music